# Grallaricula ferrugineipectus
A rozsdásmellű hangyáspitta (Grallaricula ferrugineipectus) a madarak osztályának verébalakúak (Passeriformes) rendjébe és a  hangyászpittafélék (Grallariidae) családjába tartozó faj.
A magyar név forrással nincs megerősítve.

## Előfordulása
Bolívia, Kolumbia, Ecuador, Peru és Venezuela területén honos. A természetes élőhelye szubtrópusi és trópusi síkvidéki és hegyi erdők.